# Oscar Pezzano
Oscar Pezzano fue un futbolista y entrenador argentino. Se desempeñaba como arquero y es uno de los tres futbolistas que más veces ocupó ese puesto en partidos oficiales disputados por el Club Estudiantes de La Plata.

## Trayectoria
Debutó en Primera siendo muy joven, con solo 15 años, jugando para Sacachispas en el torneo de Primera C.
Se incorporó a Estudiantes de La Plata en la etapa final del exitoso ciclo de Osvaldo Zubeldía, donde alcanzó a jugar la revancha de la Copa Intercontinental de 1970, ante Feyenoord de Holanda, y el partido decisivo de la Copa Libertadores 1971 que el equipo platense perdió ante Nacional de Uruguay, en el Estadio Nacional de Lima.
Luego de un breve paso por Vélez Sársfield, en 1973 retornó a Estudiantes, donde se mantuvo hasta 1980. En ese lapso jugó 349 partidos oficiales en Primera División, siendo el arquero con mayor cantidad de presencias, en campeonatos regulares del fútbol argentino, en la historia del club: aventaja por dos partidos a Gabriel Mario Ogando. También sumó ocho encuentros en torneos internacionales CSF/FIFA, aunque en el total oficial global ambos fueron superados, en 2022, por Mariano Andújar.
Tuvo un destacado desempeño en las campañas de 1975 (subcampeón del Torneo Nacional) y de 1976 (3.º en el Metropolitano detrás de Boca Juniors y Huracán), tras lo cual emigró en 1980 al fútbol ecuatoriano, a la Asociación Deportiva Nueve de Octubre.
Volvió al país en 1983 para jugar en Temperley y dos años después en Banfield, ya en Segunda División.
Falleció el 19 de febrero de 1994, asesinado de una puñalada cuando intentaba separar a dos hombres en una pelea callejera, a la salida de una discoteca en Carhué, en el oeste de la provincia de Buenos Aires. En ese momento, era el entrenador del Club San Martín de esa ciudad. Tenía 44 años.

## Clubes

### Como jugador
| Club                    | País      | Año       |
| ----------------------- | --------- | --------- |
| Sacachispas             | Argentina | 1965-1969 |
| Estudiantes de La Plata | Argentina | 1970-1971 |
| Vélez Sársfield         | Argentina | 1972      |
| Estudiantes de La Plata | Argentina | 1973-1980 |
| Nueve de Octubre        | Ecuador   | 1981      |
| Temperley               | Argentina | 1983-1984 |
| Banfield                | Argentina | 1985      |